# Doug McClure

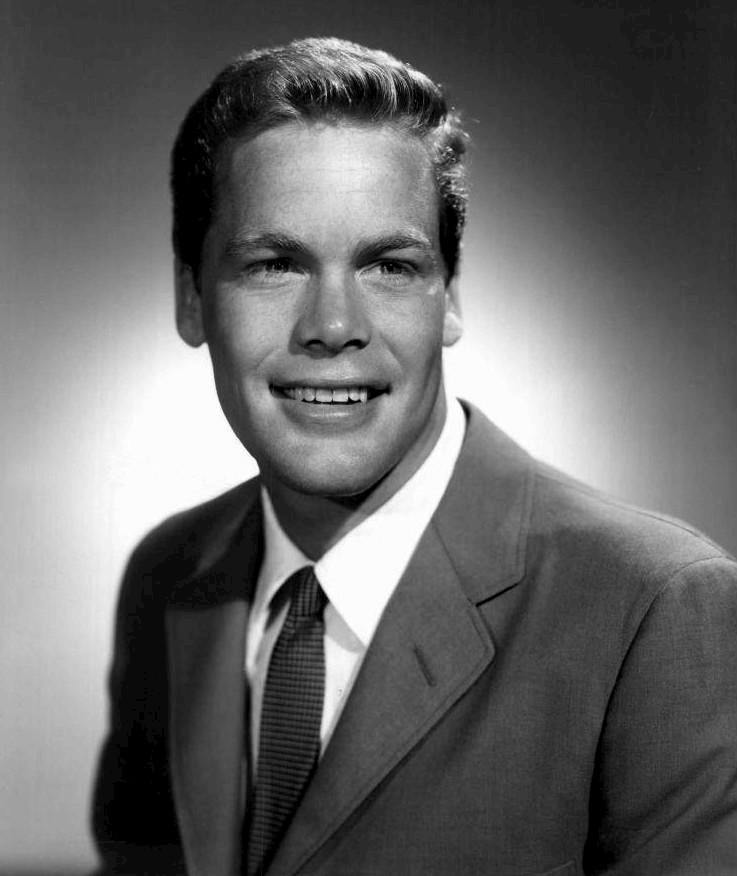
Doug McClure 1961

Douglas Osborne McClure, född 11 maj 1935 i Glendale, Kalifornien, död 5 februari 1995 i Sherman Oaks, Kalifornien, var en amerikansk skådespelare. Han är mest ihågkommen för en av huvudrollerna i den långlivade vilda västern-TV-serien Mannen från Virginia. 
McClure har medverkat i mer än 500 TV-program. Han var med i samtliga 249 avsnitt av Mannen från Virginia i rollen som Trampas. Andra serier svenska TV-tittare har sett McClure i är Dubbelspel i väst (tillsammans med William Shatner) och Rötter baserad på Alex Haleys roman med samma namn. Han har även gästspelat i TV-serier såsom Mord och inga visor, Magnum, Alfred Hitchcock presenterar och Burkes Lag.
McClure fick en stjärna på Hollywoods Walk of Fame strax före sin död.
McClure var gift med skådespelerskan Barbara Luna åren 1961–1963.

## Kuriosa
- McClure och skådespelaren och tonårsidolen Troy Donahue är tillsammans inspirationen till figuren Troy McClure i den animerade TV-serien Simpsons.

## Filmografi i urval
- Folket i den lyckliga dalen (1956; Friendly Persuasion)
- Fienden i djupet (1957; The Enemy Below)
- South Pacific (1958; South Pacific)
- Flickan på badstranden (1959; Gidget)
- Mannen från Virginia (TV-serie) (1962-1971; The Virginian)
- 7 tappra män (1965; Shenandoah)
- Blodig sand (1966; Beau Geste)
- Flykt undan döden (TV) (1967; The Longest Hundred Miles)
- The Judge and Jake Wyler (TV) (1972)
- Det djävulska landet (1975; The Land That Time Forgot)
- Dubbelspel i väst (TV-serie) (1975-1976; Barbary Coast)
- Rötter (TV-serie) (1977; Roots)
- Flykten från djävulslandet (1977; The People That Time Forgot)
- 1978 – Atlantis
- Mitt i plåten 2 (1984; Cannonball Run II)
- Dödlig fälla (1986; 52 Pick-Up)
- Maverick (1994; Maverick)